# クィダニーウカ
クィダニーウカ（ウクライナ語：Кидані́вка；意訳：「投げ村」）は、ウクライナのキーウ州オブーヒウ地区にある村。1722年に創建された。面積は約3.2km²（2005年）。人口は743人（2005年）。